# Primera Iglesia Unitaria de Rochester (edificio)
La Primera Iglesia Unitaria de Rochester (en inglés, First Unitarian Church of Rochester) es un edificio que fue diseñado por Louis Kahn y terminado en 1962. Está ubicado en 220 Winton Road South en la ciudad de Rochester (Estados Unidos). La congregación que alberga es miembro de la Asociación Unitaria Universalista.
El edificio fue descrito en 1982 como una de "las obras de arquitectura religiosa más significativas de este siglo" por Paul Goldberger, un crítico de arquitectura ganador del premio Pulitzer. Su exterior se caracteriza por paredes de ladrillo profundamente dobladas creadas por una serie de capotas delgadas de luz de dos pisos que protegen las ventanas de la luz solar directa. El techo complejo del santuario tiene torres de luz en cada esquina para traer luz natural indirecta.
La historia del proceso de diseño que siguió Kahn en First Unitarian se ha descrito como "casi clásica en la historia y la teoría de la arquitectura". Kahn comenzó creando lo que llamó un dibujo de forma para representar la esencia de lo que pretendía construir. Dibujó un cuadrado para representar el santuario, y alrededor del cuadrado trazó círculos concéntricos para indicar un deambulatorio, un corredor y la escuela de la iglesia. En el centro colocó un signo de interrogación para representar su comprensión de que, en sus palabras, "la forma de realización de la actividad unitaria estaba ligada a lo que es la Pregunta. Pregunta eterna del porqué de cualquier cosa." : 66 

## Contexto
La congregación de la Primera Iglesia Unitaria de Rochester votó en enero de 1959 para vender su edificio existente en el centro de Rochester, Nueva York, con el entendimiento de que podrían continuar ocupándolo hasta julio de 1961. Sin embargo, la actividad de construcción de los desarrolladores que lo compraron pronto debilitó el edificio, lo que obligó a la congregación a mudarse en septiembre de 1959. La iglesia celebró servicios dominicales en un lugar temporal hasta que se pudiera construir un nuevo edificio.
El edificio anterior de la Primera Iglesia Unitaria fue arquitectónicamente significativo, ya que fue diseñado por Richard Upjohn, un destacado arquitecto del siglo XIX y el primer presidente del Instituto Estadounidense de Arquitectos. La iglesia decidió reemplazarlo con un edificio diseñado "por un destacado arquitecto del siglo XX, dando a la comunidad un ejemplo notable de arquitectura contemporánea".

## Elección del arquitecto
El comité de búsqueda, formado por miembros de la iglesia que tenían conocimientos de arquitectura, decidió centrarse en arquitectos prominentes que habían establecido oficinas relativamente pequeñas y que hacían la mayor parte del trabajo creativo ellos mismos. : 49 Se contactaron con seis arquitectos. Frank Lloyd Wright expresó poco interés y sus honorarios eran altos. (Wright murió poco después a la edad de 91 años. ) Eero Saarinen fue considerado pero no pudo tomar el trabajo debido a sus limitaciones de tiempo. El comité también se reunió con Paul Rudolph, Walter Gropius y Carl Koch. : 52 Pasaron un día con Louis Kahn en mayo de 1959 : 138 y quedaron impresionados por su enfoque filosófico, la atmósfera en su oficina, la seguridad de que él personalmente estaría a cargo del diseño, su respeto por la integridad de los materiales y la percepción de que su arquitectura, aunque moderna, tenía una profundidad emocional y una conexión con el pasado. : 52 
Robin B. Williams, escribiendo en Louis I. Kahn: In the Realm of Architecture, dice que Kahn atrajo a ellos también por "la alta compatibilidad de su filosofía con las ideas unitarias". : 340 Robert McCarter, uno de los biógrafos de Kahn, señala paralelos entre las ideas de Kahn y las de los Ensayos de Ralph Waldo Emerson, un trascendalista : 444 quien fue una figura importante en la historia unitaria. Los miembros del comité dijeron que estaban convencidos de que Kahn era "un unitario natural". : 138 Kahn, que procedía de un entorno judío no observante, : 13, 91 era espiritual de una manera que ha sido descrita como "pan-religiosa" por Carter Wiseman, uno de sus biógrafos. : 116 Cuando trabajaba en proyectos en India y Bangladés, por ejemplo, desarrolló una afinidad con la espiritualidad que encontró allí. : 179 La arquitectura de Kahn reflejaba su espiritualidad. David Rineheart, que trabajaba para Kahn, dijo: "Para Lou, cada edificio era un templo. Salk era un templo para la ciencia. Daca era un templo para el gobierno. Exeter era un templo para el aprendizaje." : 180 
La perspectiva social y política de Kahn también era compatible con la de la congregación de Rochester y su historia de preocupación por los problemas sociales. Durante la Gran Depresión, Kahn trabajó con sindicatos y agencias cívicas para diseñar viviendas económicas. Trabajó como arquitecto asistente en Jersey Homesteads, un proyecto para reasentar a los trabajadores judíos de la confección de la ciudad de Nueva York y Filadelfia en un colectivo rural similar a un kibutz que combinaba agricultura y manufactura. : 14–19  Durante las elecciones presidenciales de 1948, Kahn trabajó con la campaña del tercer partido de Henry A. Wallace, que se postuló en la boleta del Partido Progresista. : 39 
Kahn hizo una presentación filosófica de sus ideas en una reunión congregacional en junio de 1959, después de lo cual la iglesia le encargó que diseñara su nuevo edificio. Durante esa misma visita, Kahn ayudó a elegir el sitio que se compraría para el nuevo edificio. : 340 La iglesia contrató a Kahn justo cuando su carrera entraba en una nueva etapa que atraería mayor atención. : 340 Más tarde ese año Kahn fue elegido para diseñar el Instituto Salk, y en 1962 fue seleccionado para diseñar el Jatiyo Sangsad Bhaban en lo que se convertiría en la capital de la nueva nación de Bangladés. : 330, 374 

## Proceso de diseño

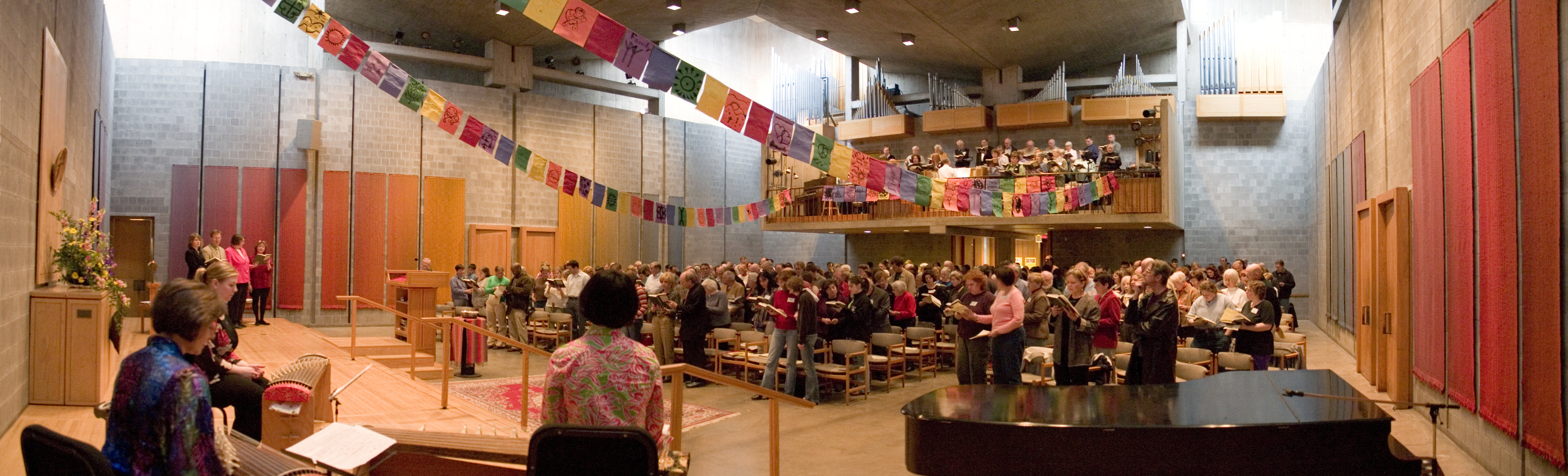
Santuario de la Primera Iglesia Unitaria de Rochester

La historia del proceso de diseño en la Primera Iglesia Unitaria, incluida la creación de Kahn de lo que llamó un dibujo de forma, "es casi un clásico en la historia y la teoría de la arquitectura" según Katrine Lotz, profesora de la Escuela de Arquitectura de la Real Academia de Bellas Artes de Dinamarca.
El enfoque de Kahn fue diseñar cada edificio como si fuera el primero de su tipo. : 73 August Komendant, un ingeniero estructural que trabajó en estrecha colaboración con Kahn, : 96 dijo que durante las etapas iniciales de diseño, Kahn luchó con preguntas como "¿Cómo se diseñaría una Iglesia Unitaria? ¿Qué es la religión unitaria?" y estudió el unitarismo a fondo. : 35 El resultado a veces confundió las expectativas. Cuando se mostró la Primera Iglesia Unitaria completa en una exposición de arquitectura en la Unión Soviética, el alcalde de Leningrado comentó que no parecía una iglesia. (Kahn respondió en broma: "Es por eso que fue elegido para exhibición en la Unión Soviética") : 310 
El comité de construcción de la iglesia proporcionó a Kahn información de los cuestionarios que completaron los miembros de la iglesia para indicar lo que deseaban de su nuevo edificio. Estos cuestionarios fueron más allá de la recopilación normal de datos sobre los requisitos funcionales para incluir aspectos de la fe unitaria que debería expresar el edificio. : 50, 55 Entre otras cosas, dijeron, el nuevo edificio debe apoyar a la comunidad en general y debe expresar "la dignidad en lugar de la depravación del hombre". : 147 
El enfoque amplio de la congregación para la declaración de requisitos fue similar al enfoque filosófico de Kahn para el diseño arquitectónico. Kahn explicó este enfoque en Forma y diseño, un artículo que escribió mientras trabajaba en este proyecto. Usando la Primera Iglesia Unitaria de Rochester como ejemplo, Kahn dijo: "En mi opinión, un gran edificio debe comenzar con lo inmensurable, debe pasar por medios mensurables cuando se diseña y, al final, debe ser inmensurable... Pero lo que es inconmensurable es el espíritu psíquico.” : 69 Kahn asoció lo inconmensurable con lo que llamó Forma, diciendo que "La forma no es diseño, ni una figura, ni una dimensión. No es una cosa material." : 120 "Forma... caracteriza una buena armonía de espacios para una determinada actividad del hombre". : 64 
Cuando Kahn se dirigió a la reunión de la congregación que votó para contratarlo, explicó su enfoque al crear lo que llamó un dibujo de Forma, que, dijo, no debía entenderse como un diseño arquitectónico. Dibujó un cuadrado que representaba el santuario, y alrededor del cuadrado colocó círculos concéntricos que representaban un deambulatorio, un corredor y la escuela de la iglesia. En el centro del cuadrado colocó un signo de interrogación que, explicó en otra ocasión, representaba su entendimiento de que “la forma de realización de la actividad Unitaria estaba ligada a lo que es Pregunta. Pregunta eterna del porqué de cualquier cosa." : 66 
Kahn entregó su primer diseño en diciembre de 1959, proponiendo un edificio cuadrado de tres pisos de altura con torres de cuatro pisos en cada esquina. El santuario era un área cuadrada en medio de una gran sala de doce lados en el centro del edificio. El resto de la habitación casi circular era un espacio ambulatorio que debía ser protegido del santuario. : 341  : 139 Kahn dijo: "El ambulatorio lo sentí necesario porque la Iglesia Unitaria está formada por personas que han tenido creencias anteriores... Entonces dibujé el deambulatorio para respetar el hecho de que lo que se dice o lo que se siente en un santuario no es necesariamente algo en lo que tienes que participar. Y así podrías caminar y sentirte libre de alejarte de lo que se dice.” : 110 Kahn había desarrollado la idea de este tipo de deambulatorio antes de su trabajo en la Primera Iglesia Unitaria, y se refirió a él durante una charla en 1957 en el contexto de una capilla universitaria. : 142 La sala central iba a estar coronada por una cúpula compleja y rodeada por un corredor fuera de sus paredes que proporcionaría conexiones con la escuela de la iglesia de tres pisos en la periferia del edificio. : 341  : 139 Los alumnos de la escuela podrían observar los servicios de la iglesia desde los espacios abiertos de arriba. : 55 
Impulsado por las quejas sobre el costo, que era varias veces la cantidad que se había presupuestado, Kahn rápidamente eliminó un piso del edificio propuesto. El comité, sin embargo, también estaba descontento con otros aspectos del diseño, como su rigidez y escasez de espacio útil en el aula, : 341 las habitaciones de forma irregular en la periferia creadas por la colocación de una gran habitación casi circular dentro de un edificio cuadrado, : 82 y la posibilidad de que los niños que escuchan arriba y las personas que entran y salen del santuario interrumpan los servicios. : 55 En febrero de 1960, Helen Williams, presidenta del comité de construcción, le escribió a Kahn diciéndole que "no estamos nada contentos con el concepto actual que nos ha dado" : 52 y una semana después escribió: "Seguimos firmes en la conclusión de que debemos tener un concepto completamente nuevo". : 342 Afirmando que "Kahn nos ha fallado miserablemente", : 53 Williams renunció frustrado al comité de construcción poco después. : 342 
Kahn accedió a crear un nuevo diseño, para alivio del comité de construcción, que temía que exigiera el pago por el trabajo realizado y se alejara de la comisión. : 342 Para su nuevo diseño, Kahn propuso un edificio ligeramente alargado en lugar de rígidamente cuadrado. Se resistió a las sugerencias de colocar las aulas en un ala separada para reducir la posibilidad de que los niños alborotadores perturbaran los servicios, conservando el concepto de rodear el santuario con la escuela de la iglesia. : 150 Kahn eliminó el espacio ambulatorio dentro de las paredes del santuario, pero retuvo el corredor justo afuera para brindar acceso a las aulas. : 88, 91 

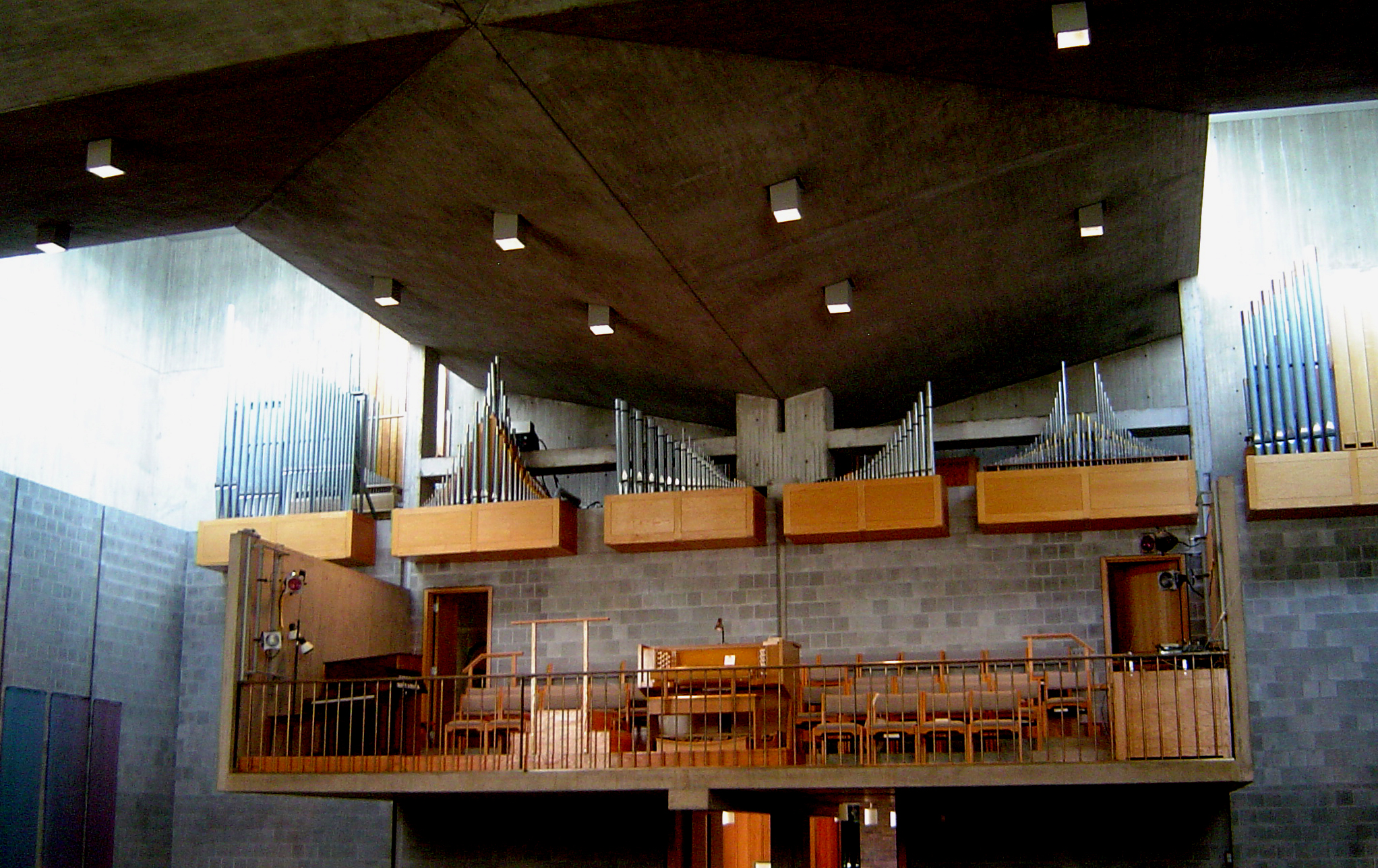
Santuario, con coro alto, estructura de techo y torres de luz

El techo sobre el santuario fue uno de los últimos aspectos del diseño que se completó. : 343 Una opción habría sido cubrir el santuario con una estructura de acero, pero Kahn había decidido a principios de la década de 1950 que ya no usaría tales estructuras, prefiriendo la apariencia más monumental que podía lograr con materiales como el hormigón y el ladrillo. No completamente satisfecho con el diseño del techo que había desarrollado, Kahn le pidió sugerencias a August Komendant. Komendant, su colaborador más importante, fue ingeniero estructural y pionero en el uso de hormigón pretensado, que se puede utilizar para crear estructuras más ligeras y elegantes que el hormigón normal. Komendant mantuvo el diseño general del techo de Kahn, pero lo rediseñó como una estructura de placa plegada de hormigón pretensado que requeriría soporte solo en sus bordes, eliminando la necesidad de las vigas de hormigón macizo que Kahn había planeado usar como soporte para el estructura del tejado. : 36 
Durante el proceso de diseño, Kahn y la iglesia desarrollaron una relación de estrecha colaboración. : 136 La congregación a veces contribuyó al proceso a un nivel detallado. Un miembro construyó un modelo a escala del edificio y lo utilizó para realizar estudios fotométricos de los niveles de luz en el santuario propuesto. : 54 Kahn inicialmente planeó traer luz natural al santuario a través de rendijas de luz en una serie de tapas de concreto en el techo, pero el comité de construcción calculó que cada tapa pesaría 33 toneladas (30,000 kg), creando problemas de apoyo. Las torres de luz en el diseño final de Kahn están acristaladas solo en sus lados internos, una sugerencia que se originó con el comité. : 343 El comité notificó a Kahn que sus cálculos de resonancia acústica en los ejes de luz propuestos indicaban la posibilidad de problemas en esa área. : 53 
El nuevo diseño fue aprobado abrumadoramente por la congregación en agosto de 1960. En la inauguración del nuevo edificio en diciembre de 1962, Kahn habló sobre la relación entre la arquitectura y la religión. : 343 Komendant dijo: "Me dijo que en su discurso describió las catedrales, cuyo tamaño y altura tenían la intención de mostrar la grandeza y el poder de Dios y la bajeza del hombre, para que los hombres se asustaran y obedecieran Sus leyes. Para esta iglesia usó la atmósfera y la belleza para crear respeto y comprensión de los objetivos, la bondad y el perdón de Dios". : 40 

## Exterior
El exterior del edificio se caracteriza por paredes de ladrillo profundamente plegadas creadas por una serie de campanas ligeras delgadas de dos pisos que ayudan a proteger las ventanas de la luz solar directa. Entre las campanas de luz en la planta baja hay proyecciones del edificio que encierran bancos en el interior. Las pequeñas ventanas a cada lado de los asientos del banco permiten la entrada de luz indirecta adicional en las habitaciones. : 174 Estas proyecciones imparten un carácter dual a las campanas de luz, dando a la parte superior de cada una la apariencia de un objeto, una campana de luz, y a la parte inferior la apariencia de un vacío, el espacio entre dos proyecciones. : 274 Las campanas de luz crean una serie de sombras en la pared exterior que recuerdan una fila de columnas, y sus líneas verticales se suman a la impresión de altura. : 157 La entrada principal del edificio no es visible para las personas que pasan por la calle. : 58 
Las torres de luz en cada una de las cuatro esquinas del santuario se elevan por encima de las paredes exteriores del edificio, lo que hace que la forma del santuario sea fácil de visualizar desde el exterior. La impresión que creó Kahn del santuario incrustado dentro del edificio más grande es similar al enfoque de "caja dentro de una caja" que usó en varios otros edificios, en particular la Biblioteca de la Academia Phillips Exeter. : 24–25 

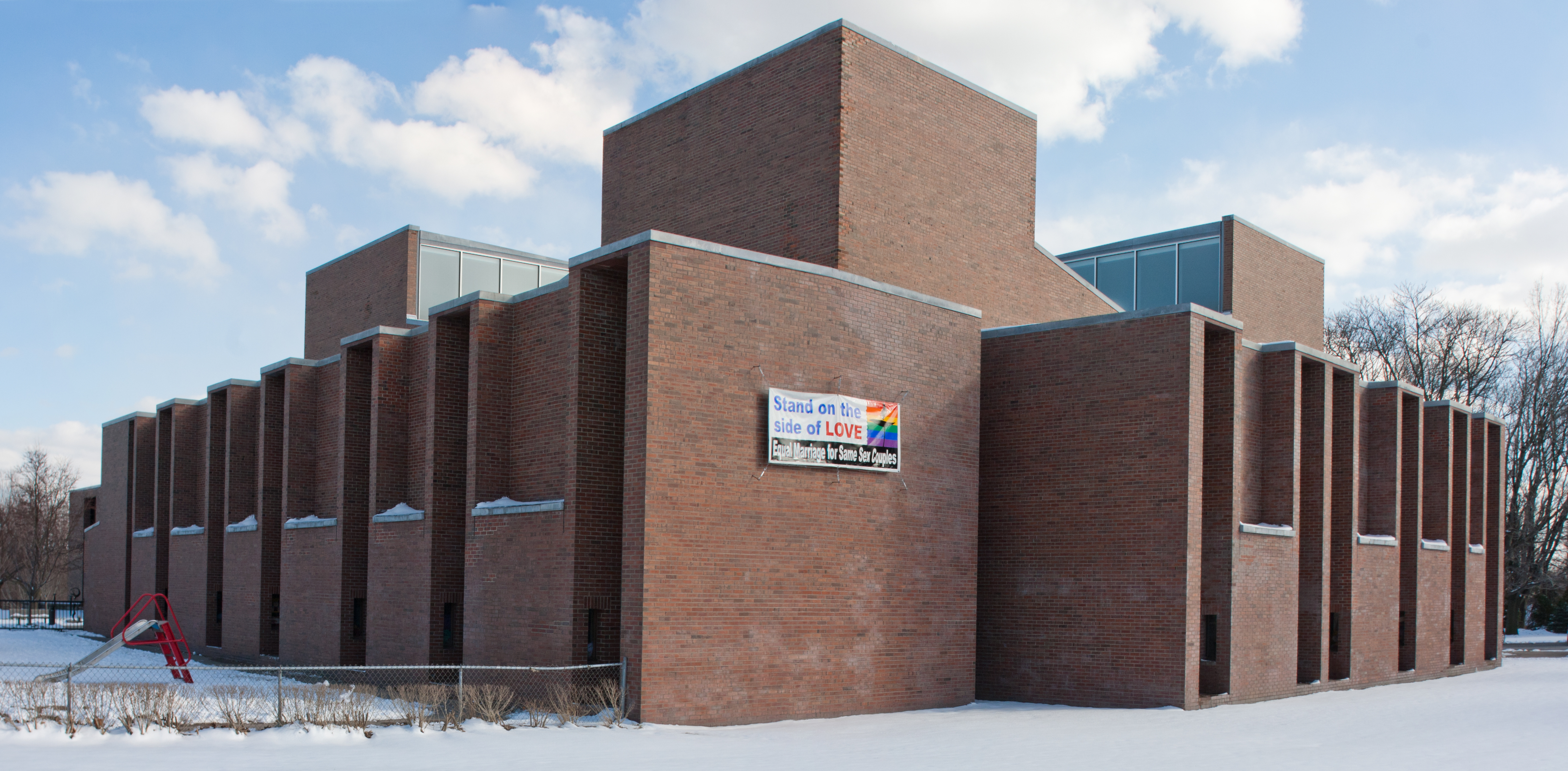
Esquina noroeste de la Primera Iglesia Unitaria

El edificio se hace eco del diseño de los castillos escoceses que fascinaron a Kahn, particularmente el castillo de Comlongon, cuyo plano de planta se reproduce en dos discusiones académicas diferentes de la Primera Iglesia Unitaria. : 68  : 176 El castillo de Comlongon tiene una sola habitación grande en el centro rodeada por muros de 610 cm de grosor. Esas paredes inusualmente gruesas permitieron tallar habitaciones secundarias enteras desde su interior, convirtiéndolas de hecho en paredes habitadas. : 169 En el caso de la Primera Iglesia Unitaria, la gran sala central es el santuario, y las "paredes habitadas" pueden percibirse como los dos pisos circundantes de salas. : 176 Las ventanas de estas habitaciones están tan empotradas que pasan desapercibidas cuando se ven desde un ángulo, y los espacios de las esquinas del edificio no tienen ventanas, todo lo cual se suma a la percepción de que el santuario está rodeado por paredes macizas y resistentes. : 24 En palabras de Kahn, "la escuela se convirtió en los muros que rodeaban la cuestión". : 110 
La iglesia contrató a Kahn en 1964 para diseñar una adición, que se completó en 1969. Su exterior está relativamente desarticulado, en contraste con las paredes esculpidas del edificio original. : 344 Construido en una pendiente, tiene dos plantas principales y un nivel inferior en su extremo más oriental, con ventanas complejas en las dos plantas principales. : 171 
La huella del edificio es de 1384 m² . : 136 Según los dibujos a escala, el edificio de forma irregular mide aproximadamente 70,1 x 35,1 m en sus puntos más largos y más anchos. De esa longitud, aproximadamente los 23 m es la adición de 1969. : 166 

## Interior
En lugar de una gran entrada en el frente del edificio que conduce directamente al santuario, a la Primera Iglesia Unitaria se accede a través de una puerta lateral que requiere un giro a la derecha más allá de otros espacios para llegar al santuario. : 150, 158 La entrada está debajo del techo bajo del coro en voladizo, creando una secuencia de sombra a luz. : 140  : 171 

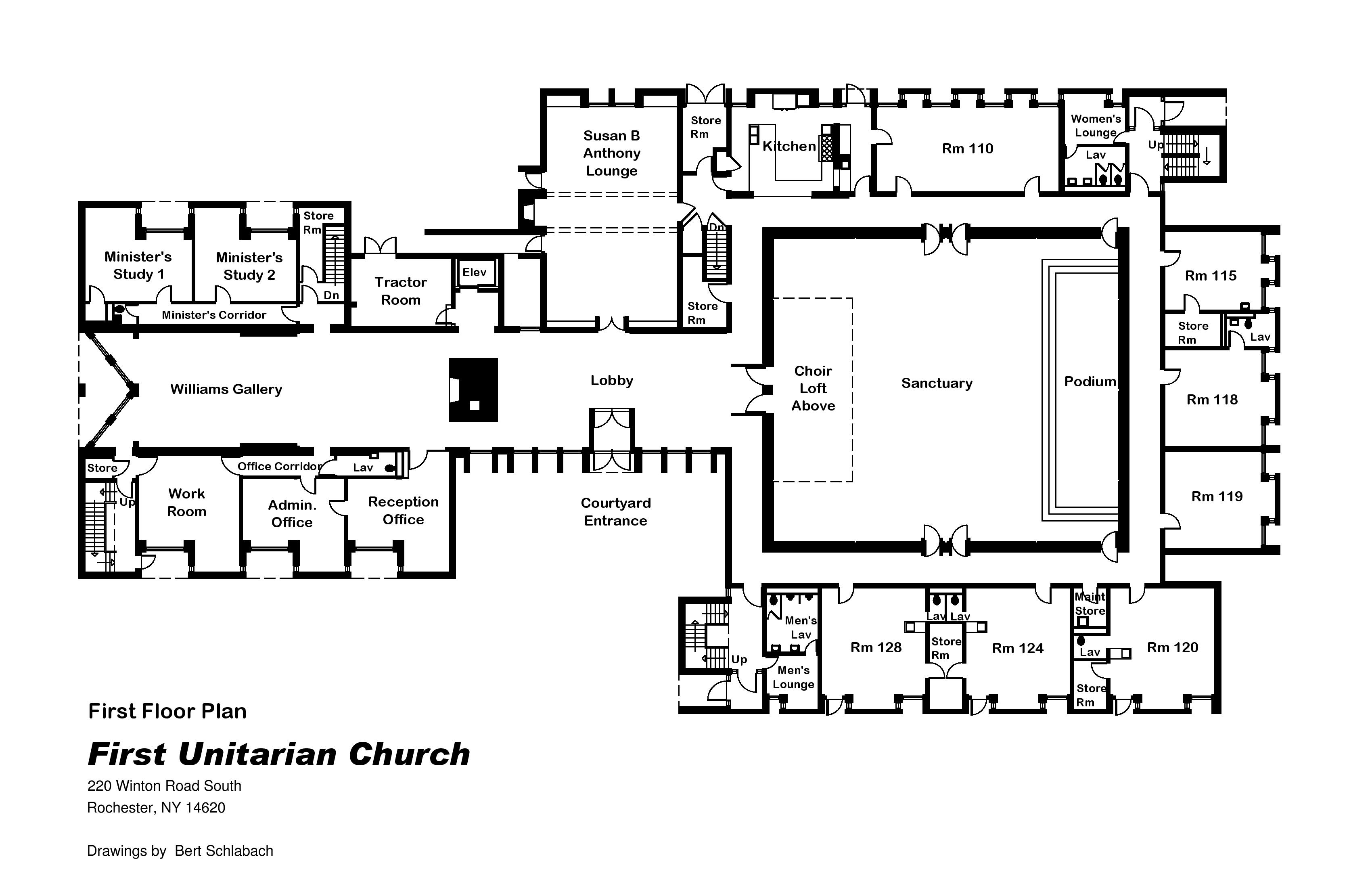
El plano del primer piso. La adición de 1969 comienza en el borde izquierdo del vestíbulo. La calle está a la derecha.

"La civilización se mide por la forma de su techo", dijo Kahn. : 133 El techo complejo del santuario se eleva por encima de los dos pisos de las habitaciones circundantes y se extiende sobre la pared del santuario hasta las paredes exteriores del corredor exterior. Las torres de luz en las cuatro esquinas llevan luz natural indirecta a áreas que normalmente no están bien iluminadas. Los bordes exteriores en capas del techo y las esquinas llenas de luz le dan a la habitación "un carácter expansivo e ilimitado", según el biógrafo de Kahn, Robert McCarter. : 171–172 Kahn dijo: "Si lo piensas, te das cuenta de que no dices lo mismo en una habitación pequeña que en una habitación grande". : 272 
Entre las torres de luz hay una estructura de techo de hormigón cruciforme con una forma similar a la parte inferior del casco de un barco. Sus bordes exteriores no se asientan directamente sobre los muros del santuario, sino que se elevan por encima de ellos, aliviando lo que podría ser una percepción de peso opresivo, según Carter Wiseman, uno de los biógrafos de Kahn. : 115 
La enorme estructura del techo está sostenida en parte por doce esbeltas columnas incrustadas en las paredes del santuario, tres columnas por pared. Los corchetes en la parte superior de la columna central en cada pared soportan los pliegues inferiores de la losa. Los soportes están divididos en el medio para permitir que se perciba que el pliegue pasa a través de las paredes del pasillo exterior, que proporcionan gran parte del soporte del techo. Cada columna central está arriostrada a las columnas de cada lado por vigas horizontales. El techo es más bajo y más oscuro en el centro, lo opuesto a las cúpulas de las iglesias clásicas que son más altas y más brillantes en el centro. : 172–173 La forma cruciforme que usó Kahn para el techo es una que había usado en trabajos anteriores, en particular el Centro Comunitario Judío de Trenton. : 89 
Los tapices de las paredes fueron diseñados por Kahn y, al igual que el edificio mismo, no contienen ningún simbolismo literal. : 65 Fueron tejidos por Jack Lenor Larsen. A pedido de Kahn, los paneles abarcan el espectro de colores completo y, sin embargo, se construyeron completamente con un hilo rojo, uno azul y uno amarillo, y los tonos restantes se crearon con mezclas de esos tres hilos. Los paneles fueron diseñados no solo para efectos visuales, sino también para corregir un problema de sonido que reverberaba en las paredes de concreto.
Los principales materiales de construcción del interior son bloques de hormigón, hormigón vertido y madera. Kahn dejó expuestas las superficies naturales de estos materiales en lugar de aplicar un acabado adicional. Este fue el primer uso extensivo de Kahn de concreto y madera juntos, una combinación que usó en la mayoría de sus proyectos posteriores. : 159 
Los muros del santuario tienen 61 cm de espesor y están construidos con bloques de hormigón. Los espacios huecos dentro de las paredes funcionan como conductos de ventilación. Las columnas de soporte del techo incrustadas en las paredes del santuario están hechas de hormigón vertido, al igual que el techo y las paredes exteriores del corredor alrededor del santuario. Quedan visibles los patrones hechos por las delgadas tiras de madera que componían las formas en las que se vertió el hormigón. : 172–173 Kahn adquirió tiras de madera inusualmente largas para construir las formas del techo del santuario. : 159 Como había hecho antes con la escalera principal de la Galería de Arte de la Universidad de Yale, Kahn también dejó visible el patrón de agujeros circulares creados por los dispositivos que mantenían unidas las formas mientras se vertía el hormigón para las paredes, dejando que las marcas de la construcción sirvieran como la "base para el ornamento". : 171, 200  : 69 
Sherri Geldin, al escribir sobre Kahn en el prólogo de Louis I. Kahn: In the Realm of Architecture, dijo: "Dio un significado casi mítico al 'lugar de encuentro', a cualquier entorno donde se produzca una interacción comunal... Sus edificios y proyectos religiosos... aspiran a evocar un estado de gracia sin dogmas ni distinciones sectarias, subrayando en cambio aquello que es universal y trascendente." : 16 

Durante las discusiones iniciales de diseño, Kahn le preguntó a Komendant: "¿Qué es lo más importante en una iglesia?" y luego respondió él mismo a esa pregunta diciendo "la esencia de la atmósfera para una iglesia es el silencio y la luz. ¡Luz y Silencio!" : 35 Silence and Light se convirtió más tarde en el nombre de un ensayo que Kahn escribió en 1968 en el que explicaba conceptos cruciales para su filosofía. Robert Twombly, editor de los escritos de Kahn, dijo que por silencio, Kahn se refería al "deseo... de cada persona de crear, que para Kahn era lo mismo que estar vivo"... Al silencio del impulso innato de la humanidad por crear llega el poder vital del sol, dando al silencio la capacidad de actuar". : 228 El historiador de arquitectura Vincent Scully dijo de la iglesia: "Realmente puedes sentir el silencio del que habló, vibrando como con la presencia de la divinidad, cuando el bloque de cemento se vuelve plateado por la luz que lo inunda, mientras que la losa pesada, pesada se levanta por encima de la cabeza". : 309 
En las aulas se colocan bancos con pequeñas ventanas laterales en voladizos de las paredes exteriores. Estos espacios crean la impresión de pequeñas habitaciones talladas en las paredes exteriores y, según Robert McCarter, continúan con el tema arquitectónico de Kahn de las aulas mismas que aparecen como habitaciones incrustadas dentro de paredes gruesas como castillos. : 174 
En la adición de 1969, la galería rectangular en el primer piso está diseñada para que pueda usarse como una extensión del vestíbulo o separada en habitaciones más pequeñas por puertas macizas. Las oficinas de la iglesia están ubicadas a ambos lados de la galería. El segundo piso tiene una disposición suelta de espacios que pueden combinarse en una habitación grande o usarse por separado. Los dos pisos principales de la adición tienen chimeneas en el extremo más cercano al santuario y grandes ventanales en el otro extremo que revelan el mundo natural exterior.

## Monumentalidad y autenticidad
Sarah Williams Goldhagen, autora de Louis Kahn's Situated Modernism, dice que Kahn estaba preocupado por los aspectos socialmente corrosivos de la sociedad moderna. : 201 Creía, en sus palabras, que “la arquitectura debe favorecer la formación ética de las personas. Las personas que están ancladas en su comunidad, moralmente obligadas y psicológicamente conectadas con las personas que los rodean, son mejores ciudadanos". : 203 Debido a que su agenda social era compatible con los ideales unitarios, estaba en una buena posición para manifestar su visión de comunidad en forma arquitectónica en la iglesia de Rochester. : 146 Según Goldhagen, Kahn utilizó dos enfoques arquitectónicos para situar a los usuarios de sus edificios tanto en la sociedad como en sí mismos. Uno es la monumentalidad, que ancla socialmente a las personas y promueve un sentimiento de comunidad. El otro es la autenticidad, que fomenta la autoconciencia y promueve la responsabilidad individual. : 207 
El primer ensayo importante de Kahn como único autor, publicado en 1944, se llamó Monumentalidad, un concepto que definió como "una cualidad espiritual inherente a una estructura que transmite la sensación de su eternidad". : 21 Sonit Bafna dice que a principios de los años 1950 Kahn "había comenzado a desarrollar un enfoque distintivo de la arquitectura. Una preocupación primordial para él a partir de este período fue infundir un sentido de permanencia en sus edificios, para que su trabajo pudiera igualar la dignidad y el equilibrio de las ruinas que había visto en Italia y el sur de Europa". : 268 Goldhagen dice que Kahn usó la monumentalidad para fortalecer el sentido de comunidad entre aquellos que usaron sus edificios: la masividad de un edificio de Kahn infunde la sensación de que tanto el edificio como la institución que alberga durarán mucho tiempo. : 208 En la Primera Iglesia Unitaria, dice Goldhagen, los ritmos de luz en forma de columna que Kahn esculpió en la fachada se encuentran entre los dispositivos que aumentan la impresión de masividad y le dan al edificio un aire de monumentalidad. : 157 
En segundo lugar, según Goldhagen, Kahn luchó por "una arquitectura de autenticidad". : 62 La autenticidad es un concepto popularizado por el escritor existencialista Jean-Paul Sartre, quien, en palabras de Goldhagen, creía que "Para vivir auténticamente, uno tiene que luchar por una mayor conciencia no solo de uno mismo sino también del lugar que ocupa en un momento histórico específico y lugar. Esto requiere una percepción aguda del entorno social y físico de uno, lo cual es difícil porque una persona tiende a aprehender los objetos y edificios que la rodean como instrumentos". : 61 La autenticidad alienta a las personas a centrarse "no en la instrumentalidad del mundo cotidiano, sino en la forma, la textura y la materialidad de un objeto". : 61 A diferencia de otros arquitectos modernos como Mies van der Rohe, Kahn rehuyó "lo diáfano y lo transparente para poder presionar al espectador contra la materialidad, la sustancia y el peso". : 62 Goldhagen señala que "es casi imposible entrar en uno de los edificios de Kahn y no notarlo, no inspeccionarlo o mirarlo fijamente". : 212 Kahn luchó por una estética de autenticidad en la Primera Iglesia Unitaria, dice Goldhagen, diseñando con una honestidad contundente de los materiales y dejando al descubierto el proceso de construcción. : 159 Kahn dijo: "Creo en la arquitectura franca. Un edificio es una lucha, no un milagro, y el arquitecto debe reconocerlo." : 41 
Kahn había logrado parcialmente estas dos aspiraciones en trabajos anteriores, según Goldhagen. La Galería de Arte de la Universidad de Yale, por ejemplo, con su énfasis en el proceso sobre el acabado, promueve la autenticidad, situando a las personas en sí mismas, mientras que los Laboratorios de Investigación Médica Richards fueron diseñados para reforzar la cooperación grupal. Goldhagen dice que fue con la Primera Iglesia Unitaria que Kahn logró por primera vez situar a los usuarios de su edificio tanto en ellos mismos como en la sociedad, una agenda que luego pudo desarrollar más plenamente en el Instituto Salk y el Complejo de la Asamblea Nacional en Daca, Bangladés, que había presupuestos mucho mayores. : 62, 204–205 

## Importancia para la carrera de Kahn
Según Goldhagen, la Primera Iglesia Unitaria de Rochester fue "el primer edificio que construyó Kahn que dio una indicación de su estilo maduro". : 136 Vincent Scully, en su Modern Architecture and Other Essays, dice de manera similar que "la experiencia de diseñar la iglesia en Rochester parece haber llevado a Kahn a una madurez segura y lo confirmó en su método de diseño". : 255 
Kahn trabajó principalmente para instituciones que promovían el bien público, incluidas escuelas, museos, institutos de investigación, organismos gubernamentales y organizaciones religiosas. : 4, 204 Goldhagen dice que en la Primera Iglesia Unitaria Kahn desarrolló una filosofía para crear arquitectura para tales organizaciones: "La filosofía de Kahn de la 'arquitectura de las instituciones', desarrollada mientras diseñaba la Primera Iglesia Unitaria en Rochester, estipulaba que el primer y más alto deber del arquitecto era desarrollar un visión idealizada de la 'forma de vida' de una institución y luego darle forma a esa visión, o, como él lo habría dicho, Forma". : 164 
Robin B. Williams, escribiendo en Louis I. Kahn: In the Realm of Architecture, dice que el enfoque de diseño que siguió Kahn en la Primera Iglesia Unitaria, en particular la introducción de su dibujo Forma, fue importante para el desarrollo de su proceso para transformar una arquitectura intangible. idea en un edificio real:

Kahn hizo evidente su entusiasmo por la Primera Iglesia Unitaria incluso antes de que recibiera la aprobación final del comité de construcción. Ya en octubre de 1960, en una conferencia en California, lo había elegido para ilustrar un par de términos, "forma" y "diseño", que se estaban convirtiendo en principios clave de su filosofía. Usó estas palabras para describir su concepción de la arquitectura, y en particular su procedimiento de diseño, como la traducción de lo intangible en lo real. Fue en este momento que Kahn mitificó la forma en que había evolucionado el diseño de la iglesia, componiendo un relato (acompañado por el ahora famoso diagrama) que, desde su publicación en abril de 1961, se ha visto como la ilustración más clara de su enfoque de diseño. : 343 

Kahn trabajó en esta conferencia durante varios meses y la publicó como un ensayo titulado Forma y diseño. Un colega lo describió como la mejor encarnación de sus ideas en ese momento y dijo que cuando la gente solicitaba ejemplos de las publicaciones de Kahn, con mayor frecuencia enviaba este ensayo. : 71 

## Reconocimiento
- Paul Goldberger, crítico de arquitectura ganador del premio Pulitzer para The New York Times, describió la Primera Iglesia Unitaria de Rochester en 1982 como una de "las mayores estructuras religiosas de este siglo" junto con la capilla Notre Dame du Haut, el Unity Temple y la Primera Iglesia de Cristo.[1]
- El templo se utiliza como estudio de caso en Artist's Work/Artist's Voice: Louis I. Kahn, una guía para educadores desarrollada por el MoMA para introducir a los estudiantes a la arquitectura.[23]
- El templo se incluyó oficialmente en el Registro Nacional de Lugares Históricos el 2 de septiembre de 2014.